# Mastopoma parvidentatum
Mastopoma parvidentatum är en bladmossart som beskrevs av J.C. Norris och T. Koponen 1985. Mastopoma parvidentatum ingår i släktet Mastopoma och familjen Sematophyllaceae. Inga underarter finns listade i Catalogue of Life.